# Oreovac (Bela Palanka)
Pour les articles homonymes, voir Oreovac.
Oreovac (en serbe cyrillique : Ореовац) est un village de Serbie situé dans la municipalité de Bela Palanka, district de Pirot. Au recensement de 2011, il comptait 27 habitants.

## Démographie
| 1948 | 1953 | 1961 | 1971 | 1981 | 1991 | 2002 | 2011 |
| ---- | ---- | ---- | ---- | ---- | ---- | ---- | ---- |
| 438  | 408  | 298  | 223  | 146  | 102  | 54   | 27   |

|  |